# Lista de prefeitos de Lagoa Nova
Esta é a lista de prefeitos de Lagoa Nova, município brasileiro do estado do Rio Grande do Norte.
| Nº | Prefeito                       | Imagem         | Partido                   | Início do mandato       | Fim do mandato         | Vice-prefeito               | Observações             |
| -- | ------------------------------ | -------------- | ------------------------- | ----------------------- | ---------------------- | --------------------------- | ----------------------- |
| 1  | Francisco Jerônimo de Medeiros |                |                           | 1º de janeiro de 1963   | 31 de janeiro de 1964  | —                           | Prefeito nomeado        |
| 2  | João Luiz Victor               |                |                           | 1º de fevereiro de 1964 | 31 de janeiro de 1969  | não encontrado              | Prefeito e vice eleitos |
| 3  | Francisco Jerônimo de Medeiros |                |                           | 1º de fevereiro de 1969 | 31 de janeiro de 1973  | não encontrado              | Prefeito e vice eleitos |
| 4  | João Luiz Victor               |                | ARENA                     | 1º de fevereiro de 1973 | 31 de janeiro de 1977  | Genival Virgílio de Araújo  | Prefeito e vice eleitos |
| 5  | Francisco Jerônimo de Medeiros |                |                           | 1º de fevereiro de 1977 | 31 de dezembro de 1982 | não encontrado              | Prefeito e vice eleitos |
| 6  | Erivan de Souza Costa          |                |                           | 1º de janeiro de 1983   | 31 de dezembro de 1988 | não encontrado              | Prefeito e vice eleitos |
| 7  | Genilson Pinheiro Borges       |                | PFL                       | 1º de janeiro de 1989   | 31 de dezembro de 1992 | Manoel Luiz de Medeiros     | Prefeito e vice eleitos |
| 8  | Erivan de Souza Costa          |                |                           | 1º de janeiro de 1993   | 31 de dezembro de 1996 | não encontrado              | Prefeito e vice eleitos |
| 9  | Geraldo Evilásio de Araújo     |                | PMDB                      | 1º de janeiro de 1997   | 31 de dezembro de 2004 | não encontrado              | Prefeito e vice eleitos |
| 9  | Geraldo Evilásio de Araújo     | não encontrado | PMDB                      | 1º de janeiro de 1997   | 31 de dezembro de 2004 | Prefeito e vice reeleitos   |                         |
| 10 | Erivan de Souza Costa          |                | PFL                       | 1º de janeiro de 2005   | 31 de dezembro de 2012 | Ronaldo Alves               | Prefeito e vice eleitos |
| 10 | Erivan de Souza Costa          | DEM            | Prefeito e vice reeleitos | 1º de janeiro de 2005   | 31 de dezembro de 2012 | Ronaldo Alves               |                         |
| 11 | João Maria Alves de Assunção   |                | DEM                       | 1º de janeiro de 2013   | 31 de dezembro de 2016 | Maria das Vitórias Costa    | Prefeito e vice eleitos |
| 12 | Luciano Silva Santos           |                | PMDB                      | 1º de janeiro de 2017   | 31 de dezembro de 2024 | Iranildo Aciole da Silva    | Prefeito e vice eleitos |
| 12 | Luciano Silva Santos           | MDB            | Prefeito e vice reeleitos | 1º de janeiro de 2017   | 31 de dezembro de 2024 | Iranildo Aciole da Silva    |                         |
| 13 | Iranildo Aciole da Silva       |                | Republicanos              | 1º de janeiro de 2025   | até a atualidade       | Daniel Saldanha de Medeiros | Prefeito e vice eleitos |